# 三里塚芝山連合空港反対同盟
三里塚芝山連合空港反対同盟（さんりづかしばやまれんごうくうこうはんたいどうめい）は、日本国政府による新東京国際空港（現：成田国際空港）の建設およびそれに伴う土地収用の強権発動に反対して結成された周辺住民の団体である。
1966年に結成。1983年の分裂により、現在は主張や後援組織の異なる2つの同名団体が別個に活動している。

## 概要

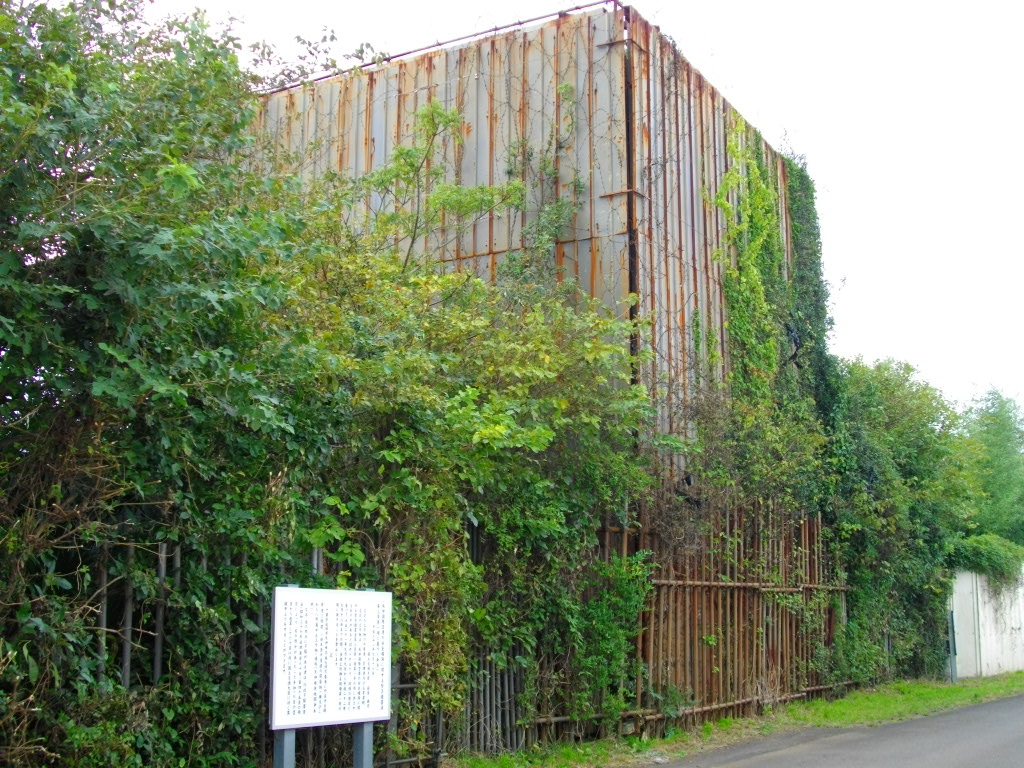
天神峰現地闘争本部（2011年撤去）

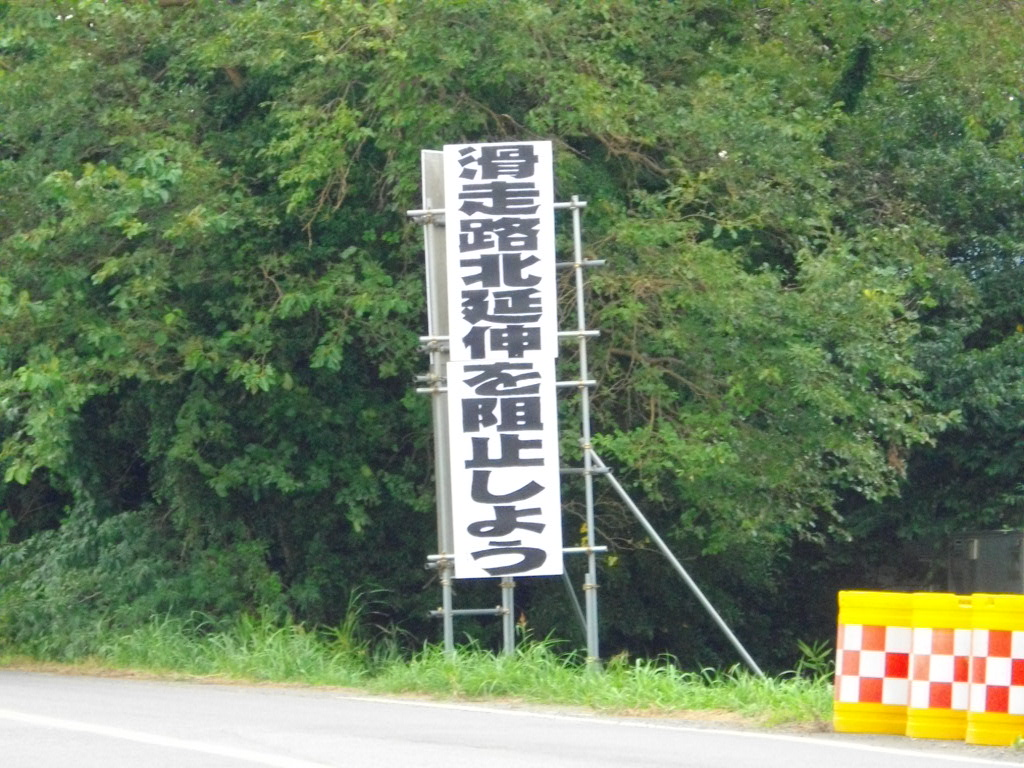
滑走路北延伸阻止を訴える反対同盟の立看板

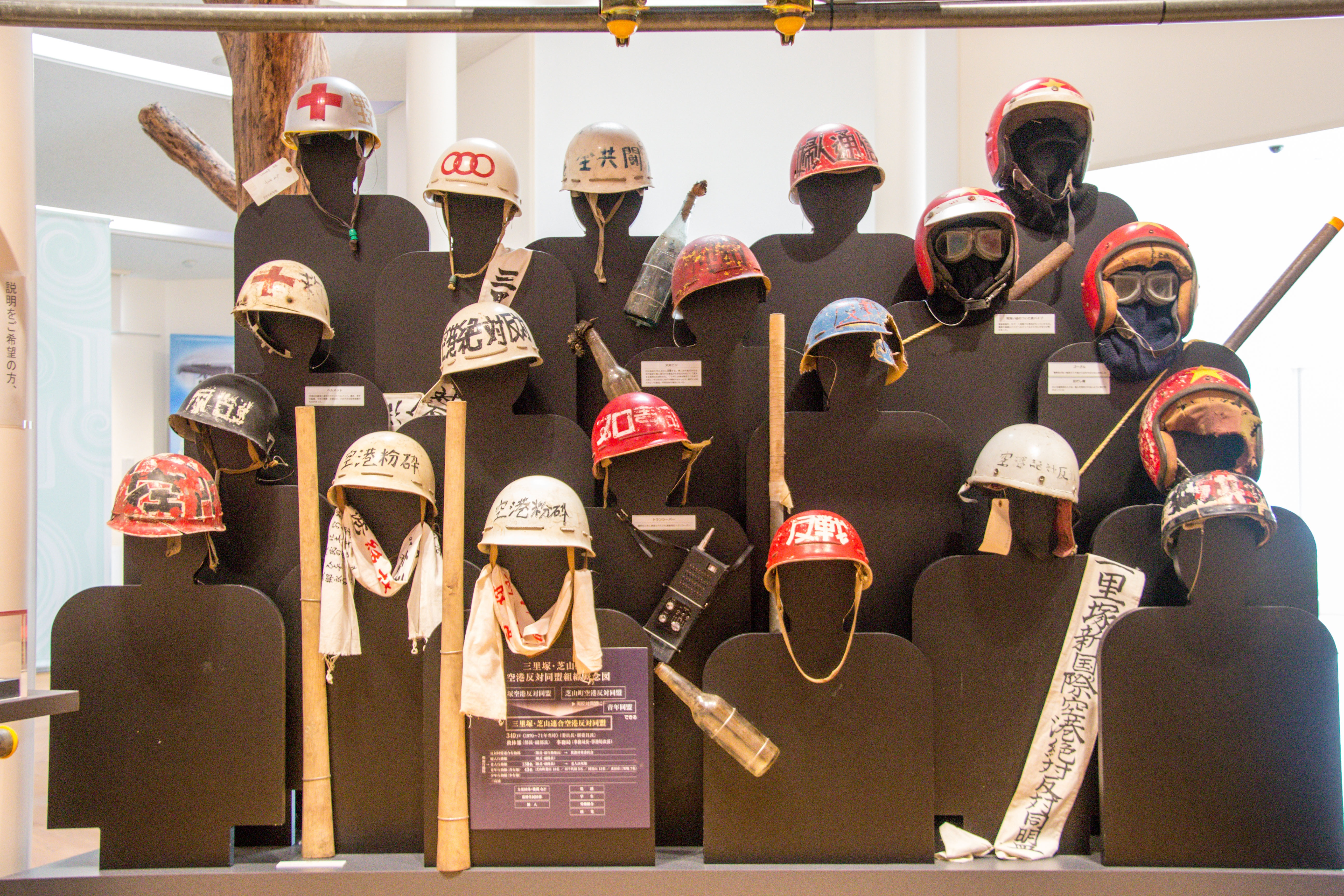
反対同盟が実際に着用していたヘルメット

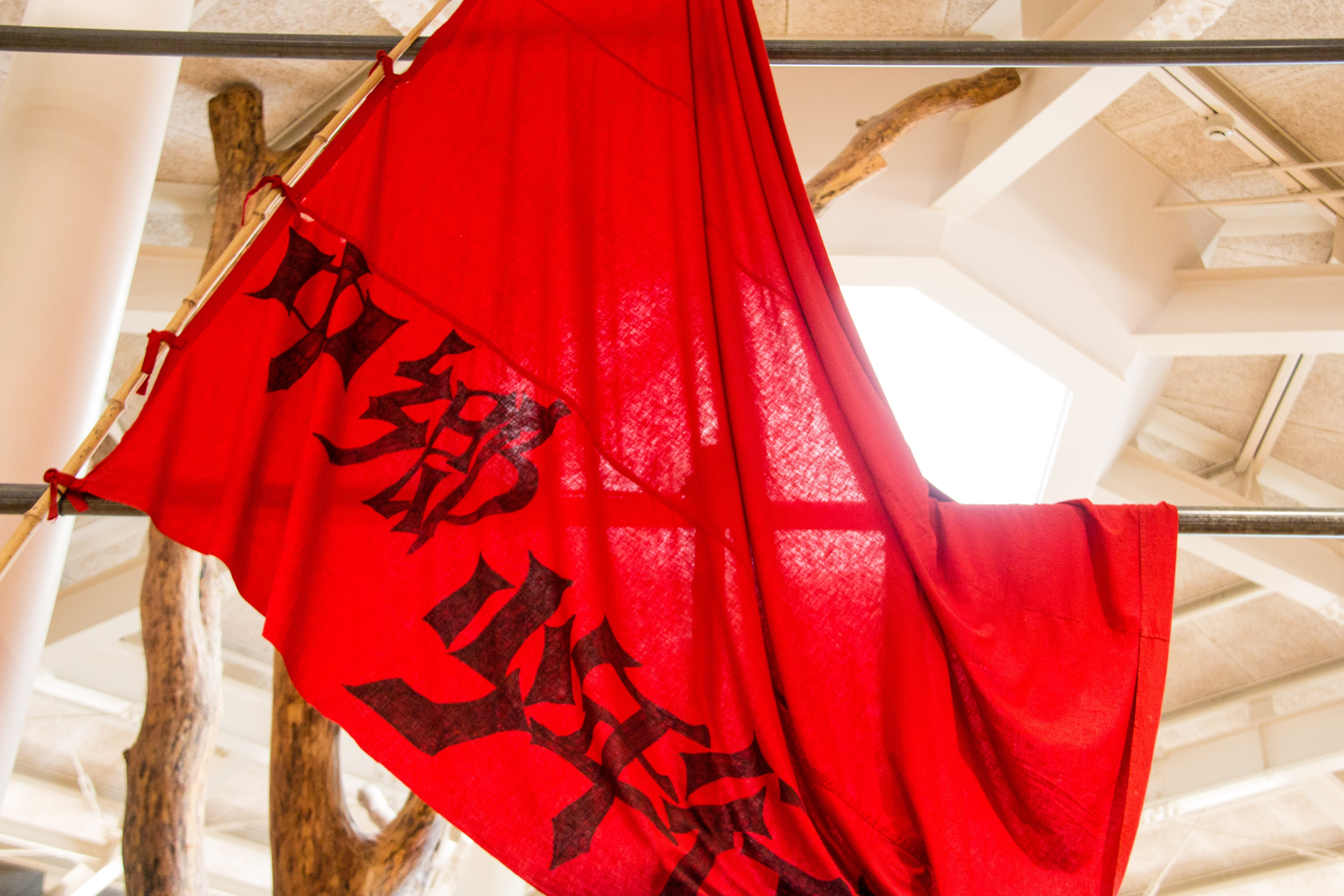
実際に使用された少年行動隊の旗

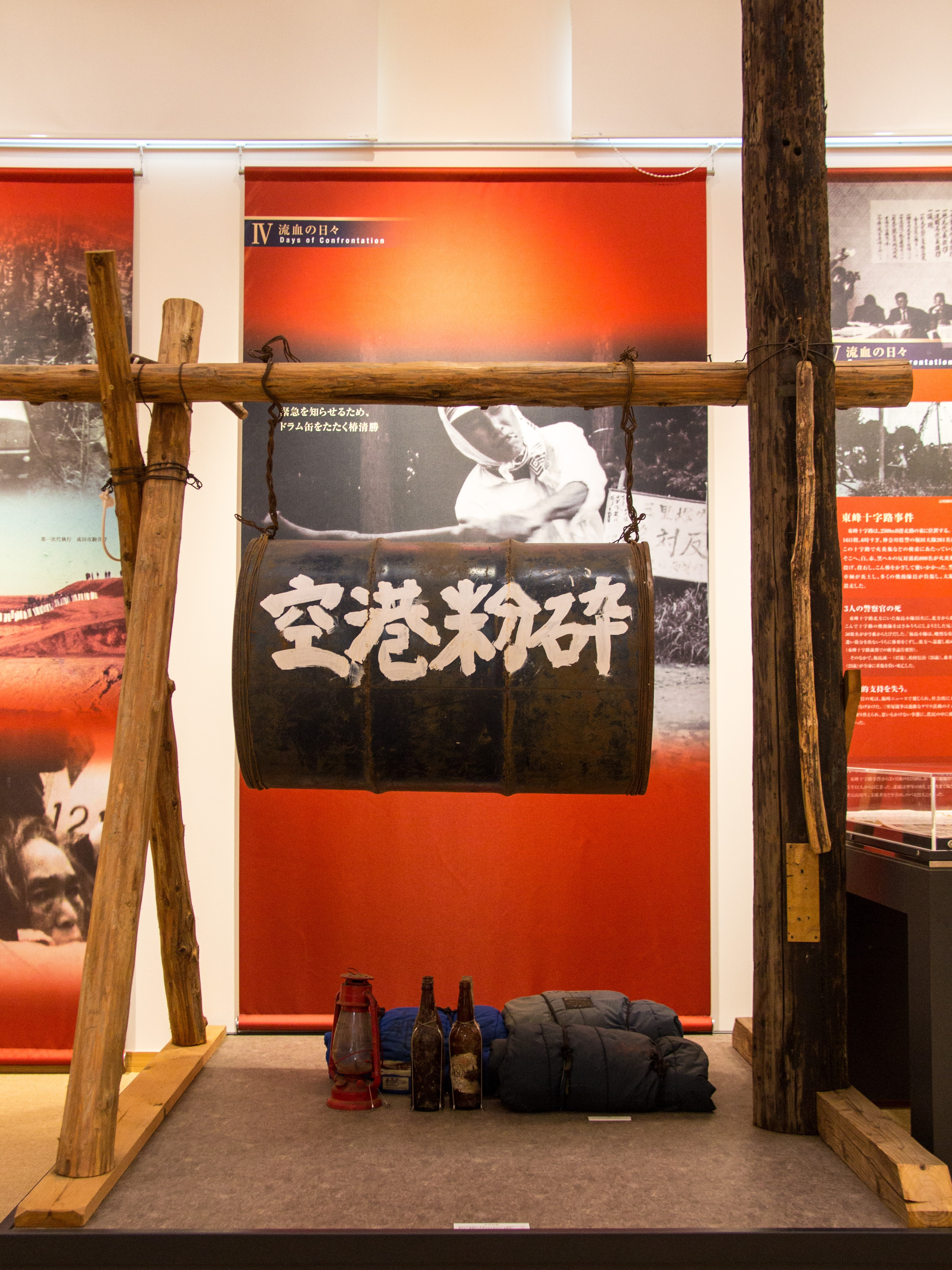
実際に使用された連絡用のドラム缶

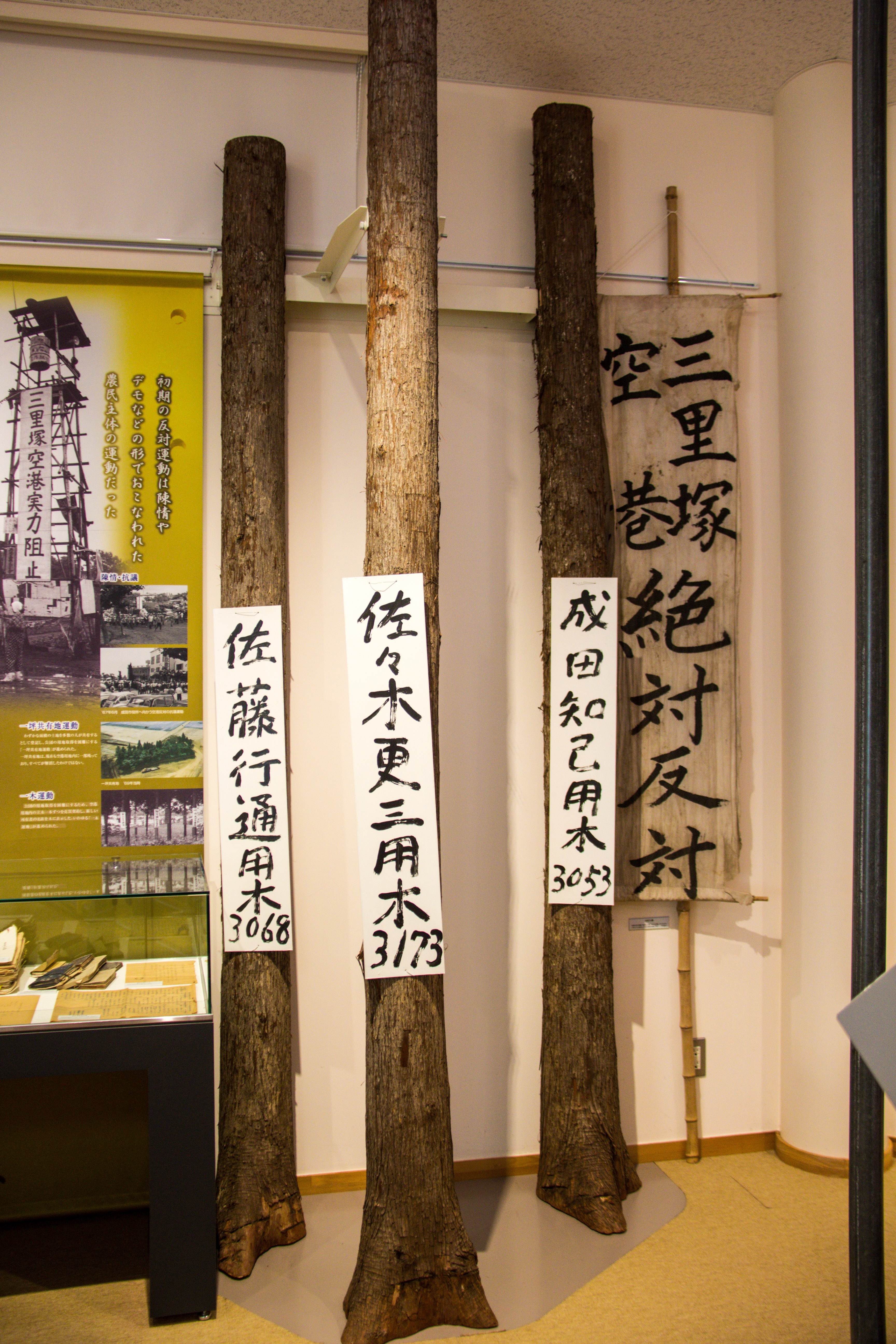
以前用いられていた立木トラストの札。当時反対同盟と連帯していた、日本社会党の重鎮である佐々木更三と成田知巳の名がある。

三里塚芝山連合空港反対同盟は、新東京国際空港（現：成田国際空港）の建設およびそれに伴う土地収用等に反対する地域住民が1966年8月22日に結成した。略称は「空港反対同盟」、「反対同盟」。
1970年から1971年当時は、340戸の農家が反対同盟に参加していた。
空港予定地内に土地を持つ地主の農民をはじめ、予定地内周辺の成田市三里塚および芝山町の住民が結集し、『青年行動隊』（青行隊）をはじめとして『老人行動隊』（元「明治行動隊」、後の「老人決死隊」）、『婦人行動隊』、『少年行動隊』（少年行）を組織した。反対同盟は、反対派を排除して空港建設を進めるために日本国政府が現地に投入した警察官や機動隊等と長年対峙してきた。
反対同盟は、空港予定地内に団結小屋を建設して空港建設の監視・立てこもり等の妨害活動を行うと同時に、接収されていない農地（契約上は空港公団に渡っているものも含む）での営農を互助した。
反対同盟は、日本の新左翼の支援を受けて機動隊を始めとする公権力と激しい衝突を繰り返してきたことで知られており、機動隊員3名が死亡した東峰十字路事件もその過程で発生している。このような運動に対して、保守派のみならず日本共産党、日本社会党の一部、社会主義労働者党（社労党、現在はマルクス主義同志会などに分かれている）などは批判を続けてきた。ただし、後述のとおり、日本共産党と日本社会党は反対同盟の立ち上げに深く関わっている。
1983年、反対同盟は「北原派」・「熱田派」と呼ばれる2つのグループに分裂し、支援党派との関係や運動の在り方を巡って対立した。更に1987年には北原派から平行滑走路（B滑走路）用地内で暮らす四戸の農家が離脱し、「小川派」を結成している。
1990年代に入ると、熱田派のメンバーの中で国側との話し合いの機運が生まれた（代表者の熱田一はこの動きを肯定しなかったため1990年に辞任。以降「旧熱田派」）。旧熱田派は「成田空港問題シンポジウム」及び「成田空港問題円卓会議」に参加して、運輸大臣・内閣総理大臣の公式謝罪を勝ち取った。これを機に成田国際空港の二期工事が進展し、1995年に小川派も組織を解散し、一戸の農家を除いて用地売却に応じた。2002年にはB滑走路が供用を開始している。
しかし、2000年代に入って以降も、2001年に東峰神社での伐採を巡る紛争が発生し、2011年に東京高等裁判所にて不退去罪で代表の北原鉱治を含む逮捕者を出すなど、国との話し合いに参加しなかった北原派を中心に争議が継続しており、旧熱田派の中でも闘争を未だに継続するグループが存在する。
北原派の顧問弁護団の事務局長を務めるのは、葉山岳夫（救援連絡センター代表弁護士）である。また、旧熱田派の顧問弁護士は清井礼司である。
反対同盟分裂後はそれぞれが活動しており、北原派と旧熱田派は共に毎年年頭に「旗開き」と称する会合をそれぞれ実施している。北原派は3・4月と10月に「全国集会」と称する500人規模程度（規模は年々縮小している）の団結行動を実施している。近年では北原派と旧熱田派が直接衝突する例は見られないものの、基本的に両者は反目しているため、一緒になって反対運動をすることはない。

### 政治との関わり
選挙運動も行い、参議院議員通常選挙・市町議会選挙・芝山町長選挙に同盟員を出馬させ、成田市議会と芝山町議会には議員を繰り込むことに成功した。のちに分裂して北原派の代表となる北原鉱治は成田市議を1975年から4期16年務めた。また、1997年から6期24年に渡り芝山町長を務めた相川勝重は元反対同盟員であった。
このほか、1978年の成田空港管制塔占拠事件直後を含め、自由民主党も含めた国会議員や運輸大臣とも直接対話も行ってきた。
北原派は中核派と活動していることから、2017年10月に当時中核派全学連委員長の齋藤郁真が第48回総選挙で東京8区から出馬した際に推薦、応援した。結果は得票率1.2%で得票数が2,931票の6人中6位の最下位で落選。法定得票に達せず、供託金没収となった。

### 他団体との関係や空港反対以外の活動
反対運動開始当初は革新政党の日本社会党・日本共産党や、基地反対運動をしていた砂川町基地拡張反対同盟や忍草母の会の支援を受けていたが、反対同盟が新左翼の革命的共産主義者同盟全国委員会（中核派）や第四インター等を受け入れたことなどから、革新政党は支援から手を引いた。
かつては革マル派も反対運動に参加していたが、1970年1月に反対同盟の幹部会で「現地闘争に主体的に参加せず、他派に対する誹謗のみを目的とした」として排除した。
中核派などの新左翼党派と連携している「北原派」（後述）は、成田空港反対運動の他にも、戦争反対、沖縄の辺野古埋め立て反対等も主張しており、中核派と関わりが深い国鉄千葉動力車労働組合（動労千葉）、大韓民国（韓国）の全国民主労働組合総連盟（民主労総）、とめよう戦争への道！百万人署名運動、原発反対を主張する団体等、空港反対とは直接関連のない団体とも行動している。なお、動労千葉は成田空港問題の初期から空港反対運動を行っている。かつては六ヶ所村核燃料再処理事業反対運動にも関わっていた。
また、全日本学生自治会総連合（三派全学連）、都政を革新する会、全日本建設運輸連帯労働組合関西地区生コン支部、韓国済州での新空港建設の反対組織「済州第2空港反対委員会」も北原派を支援している。中核派全学連では「全学連三里塚現地行動隊」を組織している。
旧熱田派でも、成田空港反対運動の他に、反原発、辺野古埋め立て反対、TPP反対を訴えている。
旧熱田派は、「三里塚空港に反対する連絡会」「反対同盟大地共有委員会〈II〉」「関西三里塚闘争に連帯する会」など複数の名義の団体名でも反対運動を実施している。

### シンボルマークなど
北原派と旧熱田派に分裂しているが、両者とも同様のシンボルマークを採用している。赤地の背景に、白の輪が3個を横一列にオリンピックシンボルのように3つの鎖を重ねて連結した形である。3つの輪は、当初「社会党」「反対同盟」「共産党」の連帯を象徴するものであったが、革新政党との離反後は《労農学》連帯を意味するものとされている。北原鉱治は、自分が発案したとして、本来の意味は反対同盟が労働者学生と住民団体を結ぶという意味だったとしている。
同盟の旗などには「闘魂」という文字と一緒に描いている。
北原派では同盟歌として「反対同盟の歌」（作詞：戸村義弘、作曲：阿曾汎子）があり、デモ活動や集会などで歌われる。
作成時、女学生が歌唱指導し、学生や支援の労働者は歌ったが、地元農民はなかなか歌わなかった。

## 沿革

### 結成
1966年6月、建設予定地とされた富里村（現在の富里市）で激しい反対運動が起きていた新東京国際空港について政府と千葉県知事の間で話し合いが進められ、規模を縮小したうえで位置を成田市三里塚及び芝山町に変更することが内定し、同年7月4日に閣議決定される。
政府側の動きに対して、成田市三里塚および芝山町の農民を中心とする地域住民が団結して、同年「三里塚空港反対同盟」および「芝山空港反対同盟」が結成され、両者が合同して「三里塚芝山連合空港反対同盟」結成となった。当初の代表は、戸村一作であった。同年8月27日には、土地の名義人を元の地主以外にも付近住民の共有の名義にして、用地買収や土地収用の手続きを煩雑にする「一坪共有地運動」や「立ち木トラスト」が展開される。
同年12月26日に、成田市天神峰に最初の団結小屋が建築される。

### 実力闘争

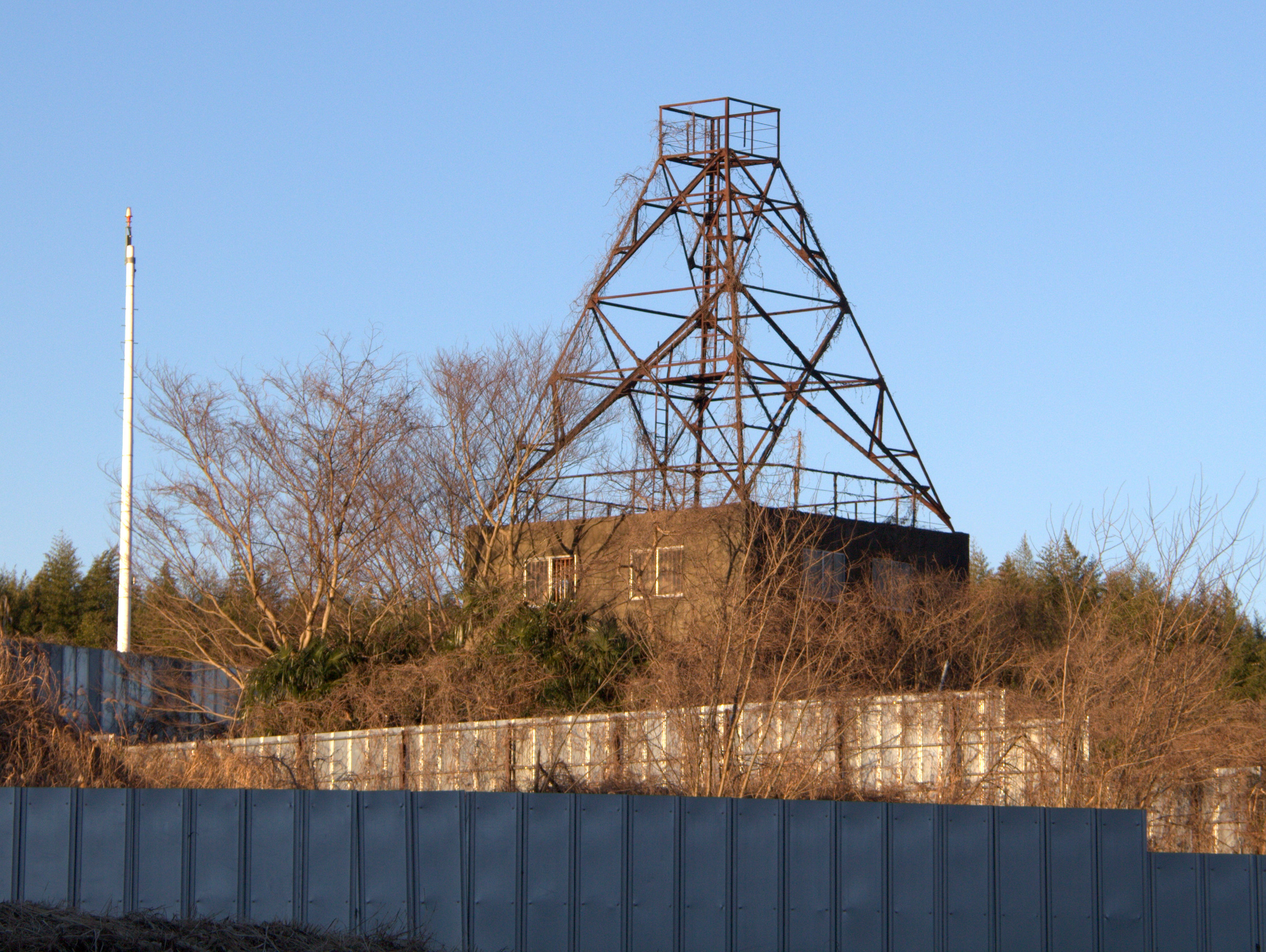
岩山鉄塔跡（芝山町岩山）

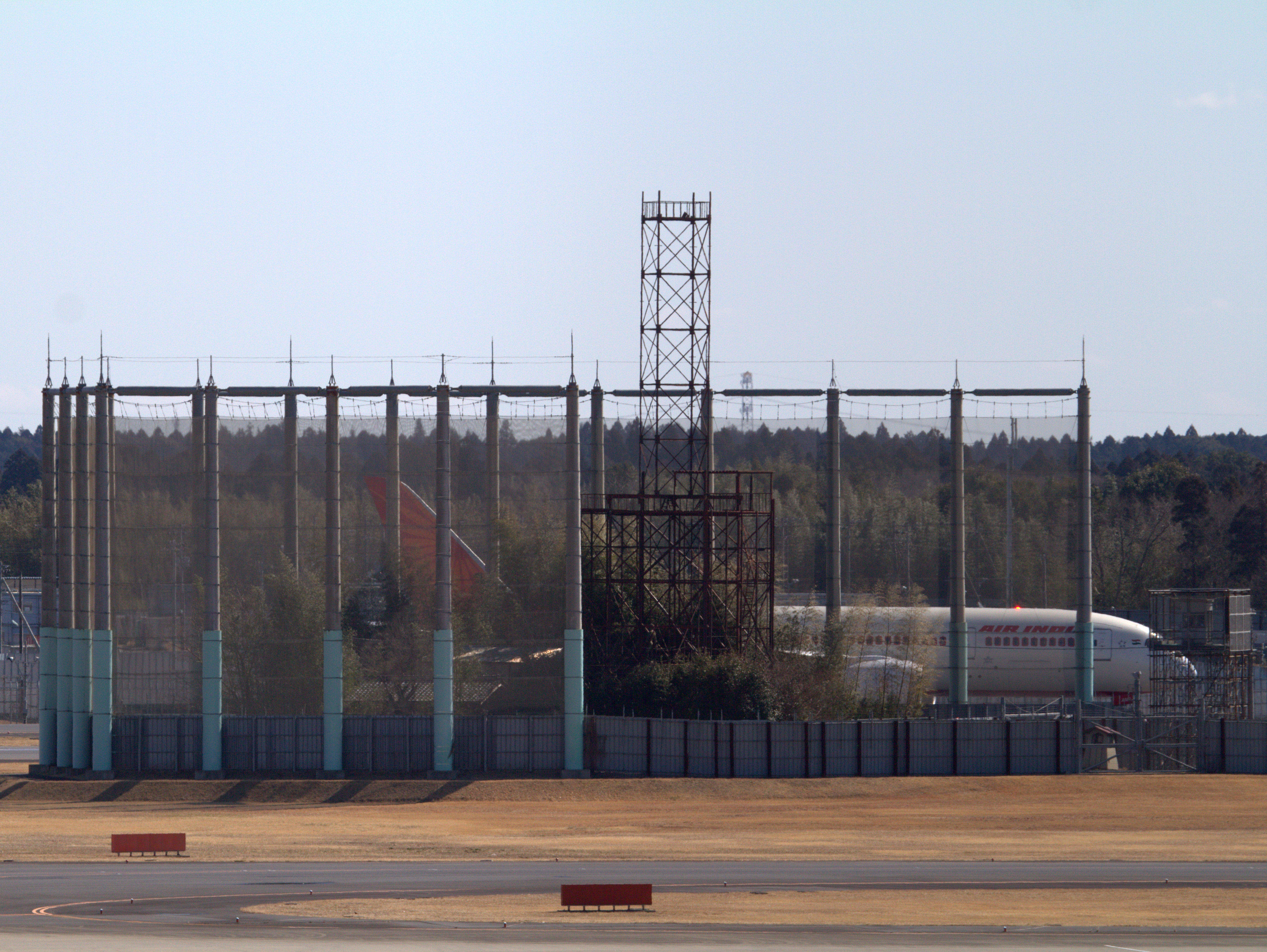
滑走路内に立つ横堀鉄塔（芝山町香山新田）

反対同盟はあらゆる「民主勢力」と共闘する方針であり、1967年8月より新左翼諸派の支援を受け入れた。同年10月10日、新東京国際空港公団が機動隊を伴って現地に現れ、反対同盟は測量実力阻止を掲げて抵抗したため、機動隊員側、同盟員側双方に重傷者が出ることとなる。同年12月15日、反対同盟は実力闘争および新左翼の支援受入れを批判してきた日本共産党関係者を闘争から排除した。
1971年2月22日の第一次行政代執行の際には、機動隊員側、同盟員側双方に多くの重傷者を出す。同年9月16日の第二次行政代執行の際には、警備に当たっていた機動隊を襲撃し、機動隊員3名を殺害（全身火傷・殴打により死亡）及び、多数の重軽傷者を出す事件を起こす（東峰十字路事件）。この事件で、後に「反対同盟」の青年行動隊員が多数逮捕され55名が起訴され、52名に執行猶予付きの有罪判決が下った。実刑判決が下った者はいなかった。
1971年3月（1月とも）に「三里塚空港から郷土とくらしを守る会」が組織された。同会は過激派集団の実力闘争による反対運動に反対し「反対同盟」から排除された住民らが結成したと主張しているが、実態としては反対同盟と決別した共産党系の団体である。守る会はその後1978年1月22日に現在の名称である「成田空港から郷土とくらしを守る会」に変更し、騒音対策委員会などで騒音問題の発言などを行っている。
1972年3月12日、「反対同盟」が妨害工作として、芝山町岩山に高さ60.6メートルの「岩山鉄塔」を完成させる。
1973年11月には、代表の戸村一作が参議院議員全国区選挙への出馬を表明し、1974年7月7日の第10回参議院議員通常選挙では23万407票を集めながらも落選した。
1976年2月22日には鉄塔撤去道路建設阻止緊急集会が、同年10月3日には鉄塔決戦全国総決起集会が開かれた。後者の参加者数は8350人（主催者発表で警察発表は約半数）に及ぶ大規模な集会となり、デモ行進を行った一部学生らが空港第四ゲート付近で機動隊と衝突して62人の逮捕者を出した。
1977年5月6日、「岩山鉄塔」が仮処分にて日本国政府の手により撤去される。これに「反対同盟」は強く反発し反対派と警察の間で激しい衝突が発生した結果、東山事件や芝山町長宅前臨時派出所襲撃事件で更なる犠牲者を出した。

### 管制塔占拠事件そして「開港」
新東京国際空港は滑走路は1本のみとなるものの一期工事が進展し、1978年3月30日を開港日と設定した。
同年3月1日、「反対同盟」は「3月開港阻止決戦突入」を宣言する。同年3月26日、成田空港管制塔占拠事件が発生。支援グループの活動により管制機器が破壊され、開港延期を果たす一方、多数の活動家らが逮捕される事態ともなった。
同年4月に日本経営者団体連盟（日経連）会長の櫻田武、日本商工会議所会頭の五島昇、参議院議員の秦野章、「反対同盟」代表の戸村一作が会談する。ここでは同年5月20日に再設定されていた開港予定日を一年先送りすることと、その間「休戦」とすることについて政府に申し入れることで条件を一致させたものの、同年5月10日に戸村と福永健司運輸大臣の会談がなされたが、話し合いは平行線をたどり、結局新東京国際空港は同年5月20日に開港を迎えることとなった。
なお、開港の翌年である1979年11月2日に戸村一作が死去し、北原鉱治が次の代表となる。

### 反対同盟分裂
戸村の死と前後するように新東京国際空港開港という「既成事実」が定着していく中、政府は未成の二本の滑走路建設に向けて二期工事を推進していった。「反対同盟」はこれへの対応を迫られたことから、「廃港」というスローガンは死守しつつも、「二期工事阻止」が喫緊の課題となる。
「反対同盟」では反対運動初期に行われた「一坪共有化運動」を拡大して、二期地区内の未買収地を1人1万円で共有するという「一坪再共有化運動」が二期工事への対応策として提起された。しかし、共有地用の土地を提供することになる二期工事敷地内の農民の多数が反対したために紛糾を来した。この「一坪再共有化運動」に加えて、成田用水事業の受け入れ是非を巡り、反対同盟内では深刻な意見対立が生じるようになっただけでなく、中核派等の新左翼活動家らによって、立場が異なる農家への誹謗中傷が公然と行われ始めた。
1982年12月16日、「一坪再共有化運動」推進派により、「三里塚芝山連合空港反対同盟大地共有委員会」が発足する。
1983年3月3日に、「一坪再共有化運動」推進派は、芝山町千代田公民館で、「幹部会」名義で北原鉱治事務局長の解任を決議し、3月8日に新代表として熱田一を選出し、マスコミより「熱田派」とされる。「一坪再共有化運動」反対派は、同じ3月8日、成田市天神峰の現地闘争本部で、実行役員会を開き、「幹部会」なる機関を認めず事務局長解任は無効であるとし、「幹部会」メンバーで事務局次長である石井新二の除名を決め、マスコミより「北原派」といわれる。
「北原派」は二期工事空港予定地を所有・耕作する戦後開拓で入植した農家らを中心に構成され、過激路線を取る中核派等の支援を受けた。「熱田派」は空港予定地外の騒音区域を拠点とする古くから続いてきた農家や青年行動隊のメンバーらを中心に構成され、第四インター等の支援を受けた。分裂した両者の間では中傷や闘争拠点をめぐる小競り合いに加えて暴力事件も生じるようになる。
翌年1984年1月と7月には、「中核派革命軍」のメンバーが「熱田派」とされる第四インターの活動家複数名を襲撃し重傷を負わす事件にエスカレートする。
1985年10月20日、「北原派」を支援する新左翼活動家の集団が空港突入を試みて機動隊と衝突し、多数が逮捕される「10.20成田現地闘争」が発生。空港機能の一部損壊には成功したものの、この闘争が「反対同盟」としては最後の大規模な実力闘争となった。
1987年9月4日、「北原派」から中核派主導の方針に反発する小川嘉吉ら他の3戸の東峰地区の空港予定地内農家が離脱し、新左翼に依存しない運動を目指す「小川派」となる。中核派は「小川派」や「北原派」からの離脱を試みた空港予定地外の農家に激しいバッシングを行った。
反対同盟の流れを以下に示す。
```
三里塚空港反対同盟━┳━芝山空港反対同盟
　　　　　　　　　　┃
　　　三里塚芝山連合空港反対同盟
　　　　　　　　　　┃
　　　　　　　　　　┣━━━━━━━━━━┓
　　　　　　　　　　┃　　　　　　　　　　┃
　　　　　　　　　　┃　三里塚空港から郷土とくらしを守る会
　　　　　　　　　　┃　　　　　　　　　　┃
　　　　　　　　　　┃　
成田空港から郷土とくらしを守る会

　　　　　　　　　　┃　　　　　　　　　　┃
　┏━━━━━━━━┻┓　　　　　　　　　┃
　┃　　　　　　　　　┃　　　　　　　　　┃

北原派
　　　　　　　
熱田派
　　　　　　┃
　┃　　　　　　　　　┃　　　　　　　　　┃
　┣━━┓　　　　　　┃　　　　　　　　　┃
　┃　　┃　　　　　　┃　　　　　　　　　┃
　┃　小川派　　　　旧熱田派　　　　　　　┃
　┃　　┃　　　　　　┃　　　　　　　　　┃
　┃（活動終了）　　　┃　　　　　　　　　┃
　┃　　　　　　　　　┃　　　　　　　　　┃
```

### 成田空港問題シンポジウム・円卓会議
北原派と袂を分かって以来、事務局主導のもとに比較的穏健な大衆運動路線をとってきた「熱田派」は、次々と世代交代をしていく政府側に対し闘争継続する農民が高齢化していくことへの危機感を深め、東峰十字路事件の温情判決を契機に政府との話し合いの方向で動き始めた。
1990年1月30日には江藤隆美運輸大臣と熱田派との公開会談がもたれ、1991年4月9日には地元主導の第三者的仲介機関として発足した地域振興連絡協議会が空港公団・千葉県、ならびに反対同盟の「熱田派」「北原派」「小川派」それぞれに公開シンポジウム参加を申し入れた。
「熱田派」は「強制収用放棄の再確認」を含む五条件を提示して参加を表明するが、内部ではシンポジウムで成果を上げて闘争に終止符を打とうとする者やシンポジウムを完全空港化を阻止する手段として捉える者、更には話し合いそのものを否定する者もおり、熱田一も自分の名前を冠した組織が話し合いを行うことを拒絶し代表を辞任する（以降、「旧熱田派」）等、分裂の様相を呈した。熱田の代表辞任後は、柳川秀夫が世話人として代表を務める。
一方、「北原派」と「小川派」はシンポジウム参加を拒否した。特に北原派は「公開シンポジウムに協力する脱落派を徹底弾劾する」との声明を出し、支援過激派もゲリラ事件を繰り返しながら千葉県収用委員会会長襲撃事件と同様のテロを仄めかして恫喝した。
1991年11月21日、反対同盟「旧熱田派」が参加する「成田空港問題シンポジウム」が公開の場で実現し、以後1993年5月まで15回開かれる。シンポジウムに引き続き、「成田空港問題円卓会議」が開催される。最終的に、政府は過去の強硬姿勢を謝罪し、2期工事の土地問題を解決するために、いかなる状況のもとにおいても強制的手段をとらないことを確約。土地収用法による土地収用採決申請などの強制収用手続きは全て取り下げた。

### 円卓会議後
「小川派」は、シンポジウムおよび円卓会議に呼ばれたものの、出席することはなかった。しかし、円卓会議終了後に内閣総理大臣及び運輸大臣あてに、これまでの空港づくりへの反省を促す書簡を送付し、運輸大臣の返書を受けた。これらを受け、代表の小川嘉吉は、1995年1月に運動の終結を宣言した。同年8月9日に行政訴訟を取り下げ、また1996年7月18日に土地売買契約を締結し、「小川派」の活動は終了する。1998年7月17日、小川嘉吉が死去した。
最大勢力だった「旧熱田派」も、1997年ころまでに大部分は反対運動を終了した。辺田部落の住民も1997年に集団移転した。一方、A滑走路以外の運用・拡張を認めないとして、一部の活動家や地元農家が反対運動を続けた。
1997年12月7日に「旧熱田派」の活動家であった相川勝重が、かつての態度を翻し「2000年までに成田国際空港平行滑走路完成」などを公約に、芝山町長選挙に当選する。2002年4月17日には、2本目の滑走路であるB滑走路（暫定平行滑走路）が運用を開始した。
2006年1月15日、「旧熱田派」の元代表であった熱田一が、空港敷地内にある自宅敷地と、所有権を持つ「横堀墓地」を売却することを表明し、反対運動から撤退。2013年1月5日、熱田は93歳で死去した。
2017年8月9日、「北原派」の代表であった北原鉱治が95歳で死去した。
2000年代以降は両派とも実力闘争を行うことは少なくなり、保有する土地の堅持が事実上の活動目的となっている。現在の「北原派」はB滑走路南端部（成田市天神峰地区・東峰地区）の土地を中心に、B滑走路周辺の用地取得への反発を続けている。また「旧熱田派」では、ボランティア団体「地球的課題の実験村」を設立して活動に参加している。

## 人物
同盟員（活動中に死去した人物）
- 戸村一作 - 代表。
- 北原鉱治 - 北原派代表。

元同盟員
- 熱田 一 - 熱田派代表。
- 小川 嘉吉 - 小川派代表。
- 相川勝重 - 元青年行動隊員。前芝山町長。

## 関連作品
漫画
- ぼくの村の話 - 尾瀬あきら 作。「三野塚渋山連合空港反対同盟」の名称で登場する。